# Partibrejkers III
Partibrejkers III  је трећи студијски албум српског гаражног рок и панк рок бенда Партибрејкерс, а објављен је 1989. године под окриљем издавачке куће Југодиск.

## Песме
Све текстове песама писали су Зоран Костић Цане и Небојша Антонијевић.

## Учестововали на албуму

### Партибрејкерс
- Диме Тодоров Муне - бас
- Игор Боројевић - бубњеви, снимање
- Небојша Антонијевић Антон - гитара
- Зоран Костић Цане - вокал

### Други
- Милан Ћирић - продукција
- Влада Неговановић - микс
- Петар Миладиновић - хармоника
- Срђан Марковић - дизајн
- Горан Николашевић - фотографија